# اچ‌ام‌اس الزنهام (ام۲۶۲۴)
اچ‌ام‌اس الزنهام (ام۲۶۲۴) (به انگلیسی: HMS Elsenham (M2624)) یک کشتی بود که طول آن ۱۰۰ فوت (۳۰ متر) بود. این کشتی در سال ۱۹۵۵ ساخته شد.